# Tríade nuclear
Uma tríade nuclear é uma estrutura de força militar de três pontas que consiste em mísseis nucleares lançados em terra, submarinos armados com mísseis nucleares e aeronaves estratégicas com bombas e mísseis nucleares. Especificamente, esses componentes são mísseis balísticos intercontinentais (ICBMs) baseados em terra,  mísseis balísticos lançados por submarinos (SLBMs) e bombardeiros estratégicos. O objetivo de ter essa capacidade nuclear de três ramificações é reduzir significativamente a possibilidade de um inimigo destruir todas as forças nucleares de uma nação em um ataque de primeiro ataque. Isso, por sua vez, garante uma ameaça credível de um segundo ataque e, portanto, aumenta a dissuasão nuclear de uma nação.

## Componentes tradicionais de uma tríade nuclear estratégica
Enquanto a estratégia nuclear tradicional sustenta que uma tríade nuclear fornece o melhor nível de dissuasão de ataques, na realidade, a maioria das potências nucleares não tem o orçamento militar para sustentar uma tríade completa. Embora apenas os Estados Unidos e a Rússia tenham mantido fortes tríades nucleares durante a maior parte da era nuclear, existem outros países que têm poderes de tríades. Esses países incluem a China, a Índia e a França. Tanto os Estados Unidos quanto a Rússia tiveram as tríades mais fortes e duradouras. Essas tríades incluem os seguintes componentes:
1. Bombardeiros: Aeronaves carregando bombas nucleares ou mísseis de cruzeiro com armas nucleares, para uso contra alvos terrestres ou marítimos.[2][6]
2. Mísseis terrestres (MRBMs ou ICBMs): Veículos de entrega com foguetes de combustível líquido ou sólido que viajam principalmente em uma trajetória balística (queda livre).[2][4][6]
3. Submarinos de mísseis balísticos (SSBNs): mísseis nucleares lançados de navios ou submarinos. Eles são classificados sob um "guarda-chuva" de navios e submarinos que são capazes de lançar um míssil balístico.[6][2][4]

A tríade oferece aos países uma maneira de realizar um ataque nuclear por terra, mar ou ar. Para os Estados Unidos, a ideia de ter essas três opções era para fins de retaliação. Se duas das três pernas da tríade fossem destruídas, a terceira ainda poderia ter um ataque de retaliação. Além disso, ter essas três pernas protege contra a questão da nova tecnologia, como um sistema de defesa antimísseis inimigo. Também dá ao comandante-chefe a flexibilidade de usar diferentes tipos de armas para o ataque apropriado, ao mesmo tempo em que mantém uma reserva de armas nucleares a salvo de um ataque de contra-força.
- Os bombardeiros estratégicos são a primeira parte da tríade. Eles têm maior flexibilidade em sua implantação e armamento. Algumas das muitas vantagens dos bombardeiros são que eles podem ser rapidamente implantados e recolhidos em resposta a decisões de última hora.[8] Como os bombardeiros podem ser recolhidos, mandá-los para longe de um alvo em potencial é uma maneira altamente visível de demonstrar aos inimigos e aliados que uma nação quer resolver uma luta, evitando assim a guerra.[9] Algumas desvantagens incluem confusão sobre o tipo de carga útil. Os bombardeiros podem conter armas nucleares e convencionais. Durante um evento, um inimigo poderia suspeitar que um bombardeiro convencionalmente armado estava realmente carregando uma arma nuclear, encorajando o inimigo a atacar o bombardeiro ou fazer um ataque nuclear.[9] Além disso, bombardeiros embaralhados podem intensificar a tensão e levantar suspeitas de um próximo ataque nuclear.[9] Os bombardeiros podem servir como armas de primeiro e segundo ataque. Por exemplo, um bombardeiro armado com mísseis AGM-129 ACM poderia ser classificado como uma arma de primeiro ataque e bombardeiros que são classificados como aeronaves de reabastecimento aéreo constituiriam uma arma de segundo ataque.[2][4] Se dispersos em pequenos aeródromos ou a bordo de um porta-aviões, eles podem razoavelmente evitar um contra-ataque, dando-lhes capacidade regional de segundo ataque. Aeronaves como a Mirage 2000, a F-15E, a A-5 Vigilante, a Sea Harrier ou a FB-111 foram encarregados de missões de ataque nuclear estratégico terrestre ou marítimo. Bombardeiros que contêm uma frota de reabastecimento aéreo apoiam operações estratégicas intercontinentais para bombardeiros pesados e aeronaves menores. Também torna possível que os bombardeiros estejam alertas e de prontidão, tornando esses meios aéreos quase impossíveis de eliminar em um primeiro ataque.[10]

- Os mísseis balísticos intercontinentais (ICBMs) permitem um ataque de longo alcance lançado de um ambiente controlado. Esses mísseis também podem ser lançados e atingir alvos mais rápido do que as outras pernas da tríade.[10] Além dessas vantagens, os ICBMs são conhecidos como a perna mais imediata da tríade. Oferece aos militares a capacidade de lançar um ataque nuclear mais rapidamente do que as outras duas opções.[9] Se lançados de uma posição fixa e imóvel, como um silo de mísseis, eles são vulneráveis a um primeiro ataque, embora sua interceptação uma vez no ar seja substancialmente difícil.[2][4] Como disparar um ICBM é um ato inconfundível, eles fornecem maior clareza sobre quando um país está sob ataque e quem é o atacante. Algumas desvantagens do uso de ICBMs incluem dissuasão mais fraca, em comparação com as outras pernas da tríade,[9] e vulnerabilidade. Os ICBMs não contribuem com tanta dissuasão nuclear quanto os bombardeiros ou submarinos porque não podem ser implantados em um local específico. Embora sejam mais baratos, ainda são vulneráveis.[9] Alguns ICBMs são móveis por via férrea ou rodoviária. Mísseis balísticos de médio alcance e mísseis de cruzeiro lançados do solo foram atribuídos a alvos estratégicos, mas acabaram sendo proibidos por um  tratado de controle de armas dos Estados Unidos e da Rússia.

Armas nucleares táticas, também conhecidas como armas nucleares não estratégicas, são usadas em guerras aéreas, terrestres e marítimas. Seu uso primário em um papel de combate não estratégico é destruir as forças militares na área de batalha. Mas, dependendo do alvo na era nuclear de hoje, eles não são contados para o status de tríade devido à possibilidade de que muitos desses sistemas possam ser usados como armas estratégicas. Durante a Guerra fria, era fácil apontar quais armas nucleares eram táticas. Cada tipo de arma tinha diferentes capacidades que eram mais adequadas para diferentes missões. Mísseis ar-ar, foguetes, mísseis terra-ar, pequenos foguetes ar-terra, bombas e munições de precisão foram desenvolvidos e implantados com ogivas nucleares. As forças terrestres incluíram projéteis de artilharia nuclear tática, foguetes superfície-superfície, minas terrestres, cargas de demolição de engenharia nuclear de médio e pequeno porte e até mesmo rifles sem recuo transportados por homens ou montados em veículos. As forças navais carregavam armas que incluem foguetes navais com armas nucleares, cargas de profundidade, torpedos e projéteis de artilharia navais.

## Potências tríades nucleares

### China
Diferentemente dos Estados Unidos e da Rússia, onde as forças nucleares estratégicas são enumeradas pelos limites do tratado e sujeitas a verificação, a China – uma potência nuclear desde 1964 – não está sujeita a esses requisitos. Em vez disso, a China atualmente tem uma estrutura de tríades menor do que as da Rússia e dos Estados Unidos. A força nuclear da China está mais próxima em número e capacidade das da França ou do Reino Unido, tornando-a muito menor do que as tríades americanas ou russas. A força nuclear chinesa consiste principalmente de mísseis baseados em terra, incluindo ICBMs, IRBMs, mísseis balísticos táticos e mísseis de cruzeiro. Diferentemente dos E.U.A. e da Rússia, a China armazena um grande número de seus mísseis em enormes complexos de túneis. O representante dos E.U.A. Mike Turner, referindo-se a reportagens da mídia chinesa de 2009, disse que "Esta rede de túneis pode ter mais de 5.000 quilômetros (3.110 milhas) e é usada para transportar armas e forças nucleares. O boletim do exército chinês chama este sistema de túneis de Grande muralha subterrânea da China. Acredita-se que as ogivas nucleares chinesas sejam armazenadas em uma instalação de armazenamento central e não com os lançadores.
A China tem atualmente um submarino Tipo 092 que está atualmente ativo com mísseis balísticos de lançamento submarino JL-1 (SLBM), de acordo com o Escritório de inteligência naval. Além disso, a Marinha do exército de libertação popular (PLAN) implantou quatro novos submarinos Tipo 094 e planejou implantar até oito desses SSBNs da classe Jin até o final de 2020. A frota mais nova do Tipo 094 usa o mais novo SLBM JL-2. A frota chinesa realizou uma série de lançamentos bem sucedidos do JL-2 em 2009, 2012 e 2015. Os Estados Unidos esperavam que o SSBN 094 realizasse sua primeira patrulha de dissuasão em 2015 com os mísseis JL-2 ativos.
Embora haja uma força de bombardeiros envelhecida e atualizada, composta por Xian H-6s com um papel de entrega nuclear incerto. A PLAAF tem uma frota de capacidade limitada de bombardeiros H-6 modificados para reabastecimento aéreo, bem como os próximos navios-tanque russos Ilyushin Il-78. A China também introduziu uma variante H-6 mais nova e modernizada (a H-6K) que possui recursos aprimorados, como o lançamento do míssil de cruzeiro de longo alcance CJ-10. Além do bombardeiro H-6, existem vários caças táticos e caças-bombardeiros, como o J-16, o J-10, o JH-7A e o Su-30, todos capazes de transportar armas nucleares. Estima-se que a China mantenha um arsenal de cerca de 250 ogivas nucleares e que tenha produzido cerca de 610 ogivas nucleares desde que se tornou uma potência nuclear em 1964. A China está eliminando os antigos mísseis balísticos de fusão líquida e armando vários novos mísseis de combustível sólido. Na mesma estimativa, acredita-se que a China tenha um pequeno estoque de bombas nucleares lançadas pelo ar e a produção de novas ogivas para mísseis para armar os submarinos da classe Jin está mais do que em andamento também. A comunidade de inteligência dos E.U.A. esperava que a China aumentasse seu número total de ogivas e mísseis balísticos de longo alcance (de cerca de 50 para mais de 100) nos 15 anos seguintes, mas esse cálculo vem caindo desde 2001. Desde o fim da Guerra fria, suspeita-se que a China tenha duplicado seu arsenal nuclear, enquanto as outras potências nucleares sob o Tratado de não-proliferação de armas nucleares reduziram suas forças pela metade. Um relatório do Pentágono levanta a possibilidade de a China avançar em direção a uma doutrina nuclear mais vigorosa que permitirá o primeiro uso de armas nucleares em tempos de guerra. Embora não se espere que a China desista da atual política de "não primeiro uso" em um futuro próximo, o relatório do Pentágono levanta preocupações de que "esta questão foi e continuará a ser debatida na China. Resta saber como a introdução de sistemas nucleares mais capazes e sobreviventes em maior número moldará os termos deste debate ou afetará o pensamento de Pequim sobre as opções nucleares no futuro".

### Estados Unidos

#### Tríade nuclear durante a Guerra Fria (1960–1990)
As origens da tríade nuclear dos Estados unidos remontam à década de 1960. Sua principal motivação para desenvolver o programa foi que a marinha, o exército e a força aérea queriam desempenhar um papel na operação do arsenal nuclear do país. Os Estados unidos também desejavam a tríade nuclear porque lhes daria uma variedade de plataformas para desferir um ataque mortal à União soviética. Forçar a União soviética a focar em potenciais ataques por terra, ar e mar daria aos Estados unidos uma vantagem significativa em termos de dissuasão. Especificamente, a tríade nuclear foi vista como uma forma de complicar o primeiro ataque soviético e o planejamento de ataque, bem como garantir a sobrevivência dos ativos dos E.U.A.
Ao longo da década de 1960, os Estados unidos encomendaram um número crescente de veículos de entrega capazes de transportar ogivas nucleares. Em 1967, o maior número de veículos de pronta entrega de implantação da década foi registrado em 2.268. Em 1970, uma mudança significativa provocou um aumento dramático no arsenal nuclear. A década de 1970 viu um grande aumento em veículos de entrega e ogivas devido à introdução do veículo de reentrada independente múltipla (MIRV), que permitiu a implantação de ICBMs e SLBMs que poderiam transportar várias ogivas. Até 1990 e o Tratado de redução de armas estratégicas (START) com a União soviética, o número de veículos de entrega possuídos pelos Estados unidos oscilava entre 1.875 e 2.200.
Os ICBMs eram vistos pelos Estados unidos como o meio de atacar alvos endurecidos dentro da União soviética, como bunkers subterrâneos. Armazenados em silos subterrâneos, esses mísseis de longo alcance eram precisos e podiam ser disparados rapidamente. Durante a Guerra fria, os Estados unidos mantiveram vários tipos diferentes de ICBMs. Esta parte da tríade consistia em mísseis Minuteman II (ogiva única), mísseis Minuteman III (três ogivas) e mísseis Pacificador (Peacekeeper, MX) (dez ogivas). A contagem de ICBMs para os Estados unidos em 1990 incluiu 2.450 ogivas em 1.000 ICBMs.
Em termos de mísseis lançados por submarinos, os Estados unidos utilizaram várias classes de submarinos como veículos de entrega. Os submarinos de mísseis desempenharam um papel especialmente importante em termos de dissuasão estratégica. Esses submarinos eram extremamente difíceis de localizar e podiam ser posicionados fora das costas inimigas. Em termos de tríade nuclear, essa perna deveria ser a mais sobrevivente. Os Estados unidos encomendaram várias classes de submarinos durante a Guerra fria à medida que novas melhorias foram feitas em cada classe. Os primeiros submarinos a transportar armas nucleares eram uma coleção de cinco embarcações equipadas com o míssil de cruzeiro ''SSM-N-8 Regulus, que foram empregados no Pacífico como parte da dissuasão estratégica regular de 1959 a 1964. As embarcações Regulus eram essencialmente um tapa-buracos até que submarinos de mísseis balísticos suficientes se tornassem disponíveis. Referidos como os "41 pela liberdade", as classes George Washington]], Ethan Allen, Lafayette, James Madison e Benjamin Franklin foram todas comissionadas entre 1959 e 1967. Essas classes de submarinos carregavam mísseis Polaris A-1/A-2/A-3, Poseidon C-3 e Trident C-4. Junto com as classes dos "41 pela liberdade", os Estados unidos também encomendaram os submarinos classe Ohio antes do fim da Guerra fria. Os submarinos da classe Ohio carregavam mísseis Trident C-4 e Trident D-5. Em 1990, os Estados unidos possuíam cerca de 600 SLBMs e 5.216 ogivas.
Completando a tríade nuclear dos Estados unidos durante a Guerra fria estavam seus bombardeiros de longo alcance. Era a perna mais versátil da tríade nuclear, pois os bombardeiros podiam ser movidos rapidamente e recolhidos, se necessário, para evitar ataques desnecessários. A força de bombardeiros dos E.U.A. durante a Guerra fria, consistia em B-52H e B-52G (ambos Stratofortress), B-1 (Lancer) e os recém-comissionados B-2 (Spirit). Em 1990, os Estados unidos possuíam 94 bombardeiros B-52H, 96 bombardeiros B-1 e 2 bombardeiros B-2, juntamente com um total de quase 5.000 armas disponíveis.

#### Tríade nuclear após a Guerra fria (1990–2010)
O auge da década de 1990 em termos de política nuclear global foram o START em 1991 e o START II em 1993. Esses tratados exigiam a redução de ogivas nucleares e sistemas de lançamento tanto na União soviética quanto nos Estados unidos. Especificamente, os E.U.A. estavam limitados a 6.000 ogivas totais, 4.900 ogivas em mísseis balísticos e 1.600 veículos de entrega. Consequentemente, os Estados unidos começaram a reduzir a contagem de ogivas e veículos de entrega durante esse período. Quando eles completaram a implementação do START em 2001, a contagem total de ogivas era de 6.196 e a contagem total do sistema de lançamento era de 1.064. Esses valores continuaram a diminuir e, em 2009, os Estados unidos reduziram sua contagem de ogivas e veículos de entrega para 2.200 e 850, respectivamente.
Após a Guerra fria, os Estados unidos continuaram atualizando seus vários tipos de ICBMs. As variantes Minuteman II foram praticamente eliminadas e esforços contínuos foram feitos para as variantes Minuteman III e Pacificador. Em 2001, os Estados Unidos possuíam 500 mísseis Minuteman III (três ogivas cada) e 50 mísseis Pacificador (dez ogivas cada).
Dentro de sua frota de submarinos nucleares, os Estados unidos eliminaram o uso das classes de submarinos de mísseis balísticos dos "41 pela liberdade" em favor da classe Ohio, mais versátil. Durante a década de 1990, os Estados unidos atingiram um total de 18 submarinos nesta classe. Em 2001, esses 18 submarinos eram todos desdobráveis e podiam transportar 24 mísseis Trident II cada (6 a 8 ogivas em cada míssil).
Os Estados unidos também se mantiveram atualizados com sua perna de bombardeiro estratégico da tríade após a Guerra fria. As variantes B-52G foram eliminadas em favor das classes B-52H. Em 2001, 94 bombardeiros B-52H, cada um capaz de transportar 20 mísseis de cruzeiro, estavam ativos junto com 21 bombardeiros B-2, cada um capaz de transportar 16 bombas.[49] Os bombardeiros B-1 lanceiro foram retirados da tríade e reorientados para diferentes missões em um esforço para honrar as limitações dos sistemas de entrega estabelecidas pelos STARTs.

#### Tríade nuclear moderna (2010–presente)
A administração Obama deixou claro na revisão da postura nuclear de 2010 (NPR) que os Estados unidos manterão uma tríade nuclear no futuro próximo. Cada perna ainda era vista como necessária por causa de como elas reforçavam as fraquezas uma da outra e davam aos Estados unidos muitas opções para um ataque nuclear caso uma ou várias pernas caíssem. Seguindo o novo START estabelecido em 2010, os Estados unidos continuaram reduzindo seu número de ogivas e sistemas de lançamento com foco na modernização e atualização de suas plataformas mais eficazes. Os Estados unidos divulgaram um plano para concluir seus esforços de redução em 2018, reduzindo seus números (do ano de 2010) de 880 veículos de entrega e 2.152 ogivas para 800 veículos de entrega e 1.550 ogivas. Em seu lançamento da NPR (do ano de 2017), o governo do então presidente Trump deixou claro que os Estados unidos apoiam a eliminação global de armas nucleares. O ex-presidente Donald Trump também declarou sua intenção de manter os E.U.A. seguros, bem como aliados e parceiros. Até um momento em que as armas nucleares não sejam mais necessárias, o governo Trump também declarou sua intenção de manter uma armada nuclear "moderna, flexível e resiliente". Desde o auge da Guerra fria, a armada nuclear dos E.U.A. foi reduzida em mais de 85%. A administração Trump reconhece que enfrenta um "ambiente de ameaça nuclear mais diversificado e avançado do que nunca".
Estima-se que os E.U.A. tenham atualmente cerca de 475 bombas B-61 e B-83. A B61-7 é transportada pelo B-2, enquanto as B61-3, 4 e 10 são mais leves e podem ser transportados pela F-16, a F-35 e outras aeronaves leves. Essas bombas menores também rendem cargas menores devido ao seu tamanho reduzido. A B61-11 é uma bomba mais endurecida que pode ser usada para destruir alvos endurecidos, como bunkers, no entanto, é improvável que ela possa penetrar em aço ou concreto. A B83 é atualmente a maior bomba do arsenal dos E.U.A. Os E.U.A. planejam aposentá-la até o ano de 2025, após a conclusão do nova B61 LEP.

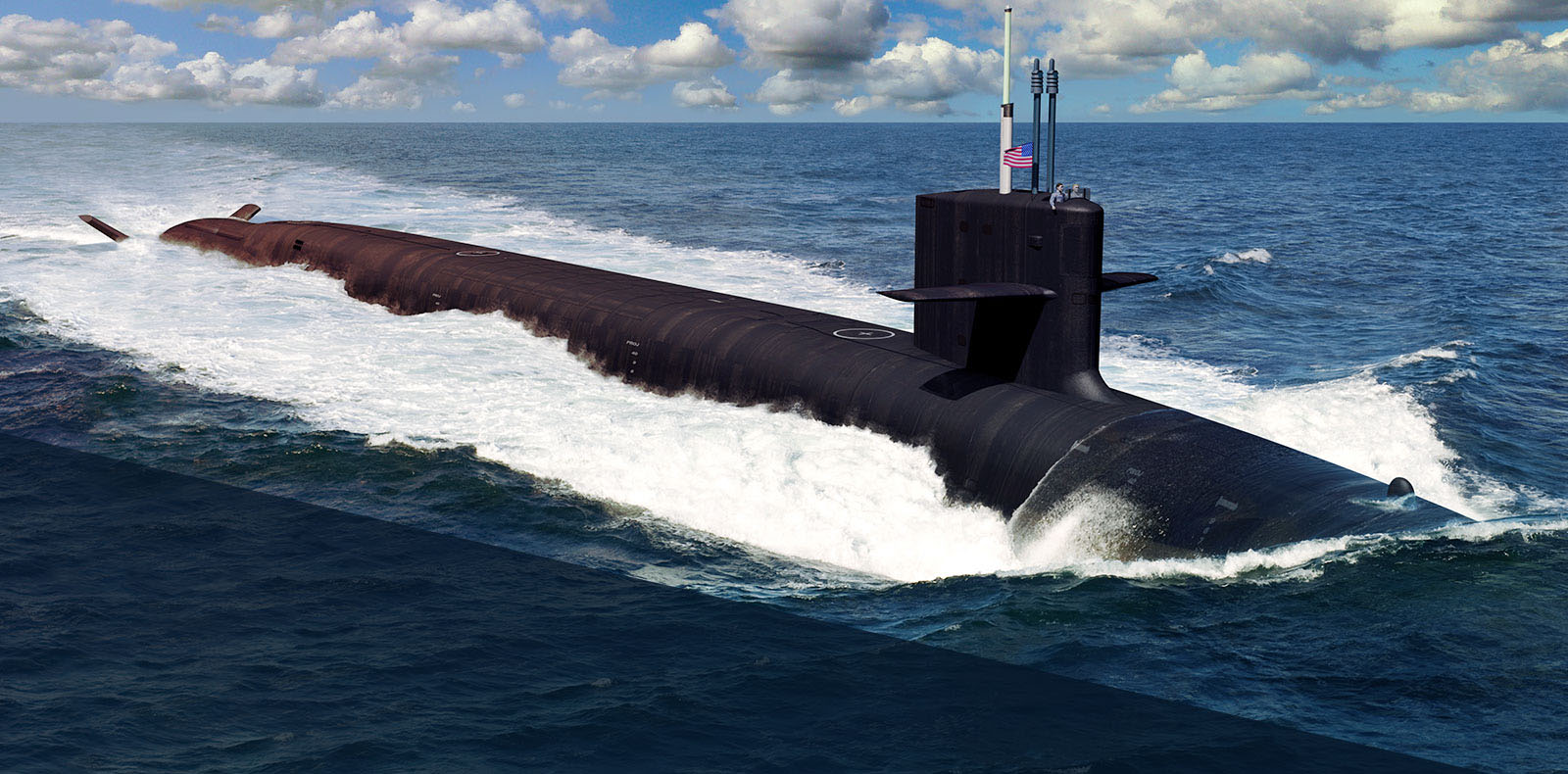
A classe Columbia está planejada como o novo SSBN dos Estados unidos, substituindo a classe Ohio.

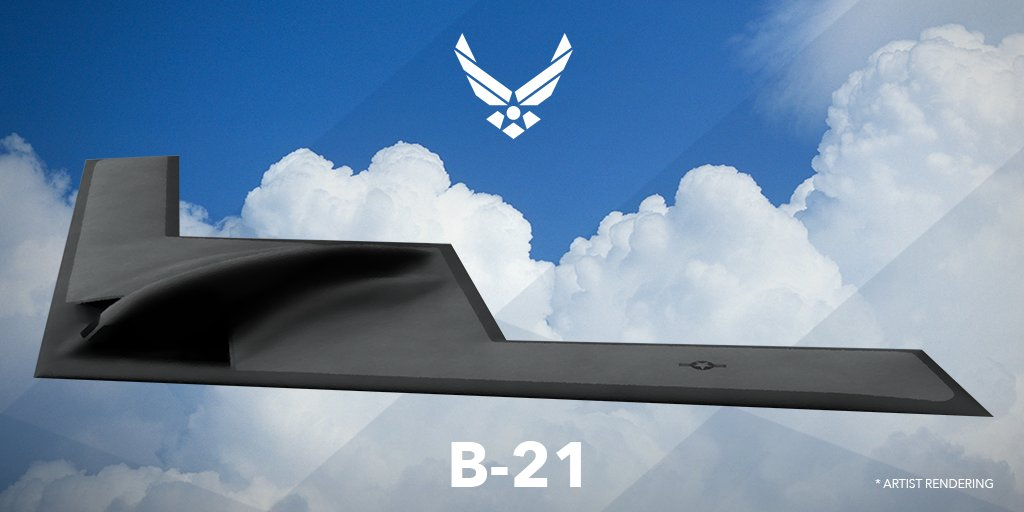
A B-21 raider. Esta aeronave servirá como o novo bombardeiro de longo alcance para os Estados unidos, substituindo os bombardeiros B-52H e B-2.

Os Estados unidos continuam a operar seus ICBMs Minuteman III (três ogivas cada) a partir de silos subterrâneos endurecidos sob o comando do Comando de ataque global da força aérea dos E.U.A. As variantes "Pacificador" foram eliminadas para permitir que os Estados unidos honrem os requisitos de redução estabelecidos pelo novo START. Em fevereiro de 2015, a força aérea dos Estados unidos desativou todos os mísseis desse tipo e encheu os silos que os continham com cascalho. Os ICBMs Minuteman III dos E.U.A. estão espalhados entre três bases da força aérea (base da força aérea Francis E. Warren) em Wyoming, base da força aérea Malmstrom em Montana e base da força aérea Minot na Dakota do norte) com cada uma dessas bases na posse de 150 mísseis. Vários programas foram implementados e estão atualmente em vigor para trabalhar na manutenção e modernização da força de ICBMs dos Estados unidos, incluindo o programa de substituição de propulsão, o programa de substituição de orientação, o programa de motor de foguete de sistema de propulsão, o veículo de reentrada avançada de segurança (SERV), o programa de linha aquecida de motor de foguete, o programa de extensão de vida útil de execução rápida e direcionamento de combate (REACT) e os programas de substituição de fusíveis. A força aérea planeja manter o programa do Minuteman III viável e atualizado até 2030 e está em processo de desenvolvimento de um substituto potencial na forma de dissuasão estratégica baseada em terra (GBSD) por meio de várias empresas como a Northrop Grumman e a Lockheed Martin.
A perna de submarinos de mísseis balísticos da tríade nuclear dos Estados unidos ainda é robusta. Atualmente, a frota de SSBNs consiste em 14 submarinos classe Ohio, cada um capaz de transportar 24 mísseis Trident II. Esses submarinos de mísseis balísticos são baseados em Kings bay, Geórgia, e Bangor, Washington. O novo START levou os Estados unidos a reduzir o número de mísseis transportados em cada submarino de 24 para 20 e essas reduções foram alcançadas em 2018. No início dos anos 2000, os Estados unidos possuíam 18 submarinos classe Ohio. Seguindo o protocolo do START, os Estados unidos promulgaram vários programas para atingir os requisitos do tratado. O programa ajuste traseiro (backfit) foi utilizado para eliminar os submarinos que ainda carregavam mísseis Trident I deixando os Estados unidos com submarinos classe Ohio que carregavam apenas mísseis Trident II. Essa redução levou à conversão de quatro ''SSBNs para SSGNs. Os SSGNs são submarinos de mísseis guiados que carregam mísseis de cruzeiro convencionais Tomahawk. Atualmente, os Estados unidos planejam começar a aposentar os submarinos classe Ohio em 2027. Dito isto, substitutos para os classe Ohio (os submarinos classe Columbia) estão sendo desenvolvidos, com o primeiro submarino programado para entrar em serviço em 2031.
O programa de bombardeiros estratégicos para os Estados unidos ainda permanece viável. Os bombardeiros B-2 e B-52H ainda compõem a totalidade da força de bombardeiros de longo alcance projetada para entregar uma carga nuclear. O Rockwell B-1 lanceiro também é usado para missões de bombardeio de longo alcance. No entanto, em 1997, foi modificado para transportar apenas cargas convencionais. O B-1 lanceiro não é mais usado para entregar cargas nucleares. Atualmente, 76 bombardeiros B-52H são mantidos em bases em Barksdale, Louisiana, e Minot, Dakota do norte. Junto com eles, 20 bombardeiros B-2 estão em serviço na base da força aérea Whiteman, no Missouri. A força aérea dos Estados unidos está em processo de integração de um novo bombardeiro de longo alcance, o B-21 raider, em serviço. Esta aeronave está programada para começar a operar em 2025. O B-21 contribuirá para capacidades ainda maiores para a armada nuclear dos E.U.A. Isso permitirá uma carga útil maior e mais diversificada que inclui armas atuais e futuras. Ele permitirá maior alcance em comparação com o B-1, 2 e 52. As capacidades de alcance do B-21 são atualmente classificadas e não devem ser lançadas. O B-21 também custará significativamente menos que o bombardeiro B-2. Em 1997, o custo médio de um B-2 era de US$ 737 milhões. O custo médio projetado para o B-21 raider é de US$ 550 milhões por avião.
As armas de longo alcance, ou LRSO, são outra opção ativa disponível para os E.U.A. Os mísseis de cruzeiro lançados pelo ar (ALCMs) e os mísseis de cruzeiro avançados (ACMs) são os mísseis atualmente mantidos pela força aérea. Ambos são transportados pelo bombardeiro B-52. O design mais atual dos ACMs faz com que eles tenham recursos furtivos mais altos do que os dos ALCMs. Em 2006, os E.U.A. tinham 1.142 ALCMs e 394 ACMs. Desde então, o número de ALCMs foi reduzido para 528. Até 2030, a força aérea planeja eliminar os ALCMs e substituí-los pelos mísseis de cruzeiro de longo alcance (LRSO).
Embora os E.U.A. atualmente tenham fortes capacidades e um vasto arsenal, as preocupações sobre a idade de cada componente da tríade nuclear são válidas.[carece de fontes?] Os E.U.A. estão trabalhando para substituir todas as partes da tríade nuclear, mas as limitações orçamentárias têm sido extremamente restritivas nos últimos anos.[carece de fontes?] Usando 2015 como linha de base, as idades dos sistemas atuais da tríade nuclear são 45 anos para o Minuteman III, 25 anos para o SLBM Trident II D-5, 54 anos para o B-52H, 18 anos para o B-2 e 34 anos para os SSBNs classe Ohio. Em comparação com outras superpotências nucleares, esses sistemas estão muito atrasados.[carece de fontes?] Durante a Guerra fria, os E.U.A. lideraram o mundo em quase todas as categorias. Este não é mais o caso.[carece de fontes?] Um problema recorrente com a manutenção da tríade nuclear é que alguns fabricantes que originalmente produziram peças para alguns desses sistemas não estão mais operacionais.

### Índia
A política de armas nucleares da Índia é a de "sem primeiro uso" e "dissuasão mínima crível", o que significa que o país não usará armas nucleares a menos que seja atacado primeiro, mas o país tem a capacidade de induzir o segundo ataque. Antes de 2016, a Índia já possuía mísseis balísticos terrestres e aeronaves com capacidade nuclear. O arsenal terrestre da Índia inclui o Prithvi-1 com um alcance de 150 a 600 quilômetros, o Agni-1 com um alcance de 700 quilômetros, o Agni-2 com um alcance de 2.000 quilômetros, o Agni-P com um alcance de 1.000 a 2.000 quilômetros, Agni-3 com um alcance de 3.000, o Agni-4 com um alcance de 3.500 quilômetros e o Agni-5 com um alcance de 5.000 quilômetros. Estes são todos mísseis balísticos de alcance intermediário, mas o Agni-5 é um míssil balístico de alcance intercontinental. Um míssil balístico de alcance intermediário tem um alcance de 3.000 a 5.000 quilômetros e mísseis intercontinentais são mísseis com capacidade de viajar mais de 5.500 quilômetros. Além disso, o ICBM Agni-V com alcance de 5.000–8.000 km também foi testado com sucesso a partir de abril de 2012 e deveria entrar em serviço em 2016.
Atualmente, o país possui quatro tipos de bombardeiros capazes de carregar bombas nucleares. As capacidades de ataque terrestre e aéreo estão sob o controle do Comando de forças estratégicas, que faz parte da Autoridade de comando nuclear. Seu estoque de aeronaves inclui a Mirage 2000H, a SEPECAT Jaguar e a Rafale, que foram compradas da França.

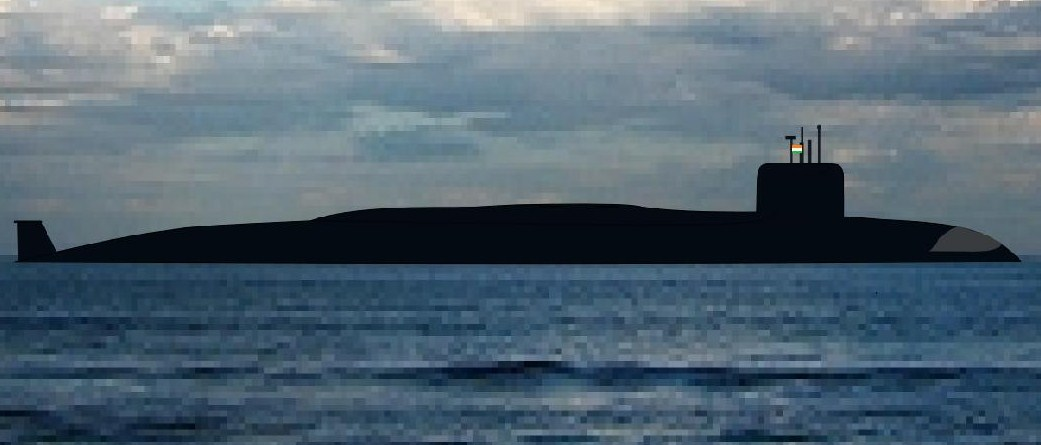
INS Arihant, o primeiro SSBN fabricado na Índia

A Índia completou sua tríade nuclear com o comissionamento do INS Arihant em agosto de 2016, que foi o primeiro submarino da Índia construído de forma nativa. O INS Arihant é um submarino de mísseis balísticos movido a energia nuclear armado com 12 mísseis K-15 com um alcance de 750 km, que mais tarde serão  mísseis K-4 atualizados com um alcance estendido de 3500 km. Em novembro de 2017, testou o míssil BrahMos da plataforma Sukhoi-30 MKI. O INS Arihant foi o primeiro SSBN a ser concluído no âmbito do programa da Índia. O INS Arighat está atualmente em construção e em fase de conclusão. Este seria o segundo SSBN dos três em andamento a ser concluído. Mais 2 submarinos da classe Arihant melhorados e maiores estão em construção, e serão seguidos por três submarinos da classe S5 de 13.000 toneladas planejados. Depois que o INS Arihant foi concluído, a Índia agora continha mísseis nucleares lançados do ar, submarinos armados com mísseis nucleares e aeronaves estratégicas com bombas e mísseis nucleares. Isso permite que o país se junte às tríades nucleares.

### Rússia
Também uma potência nuclear, a Rússia herdou o arsenal de todos os antigos estados soviéticos; isso consiste em ICBMs móveis baseados em silos, ferroviários e rodoviários, SLBMs baseados no mar, bombardeiros estratégicos, aeronaves estratégicas de reabastecimento aéreo e aeronaves táticas de longo alcance capazes de transportar bombas de gravidade, mísseis isolados e mísseis de cruzeiro. As Forças de foguetes estratégicos da Rússia têm ICBMs capazes de entregar ogivas nucleares: o R-36M2 (SS-18) baseado em silo, o UR-100N (SS-19) baseado em silo, o RT-2PM "Topol" (SS-25) móvel, o RT-2UTTH "Topol M" (SS-27) baseado em silo, o RT-2UTTH "Topol M" (SS-27) móvel, o RS-24 "Yars" (SS-29) móvel (futura substituição para os mísseis R-36 e UR-100N). As forças submarinas nucleares estratégicas russas estão equipadas com os seguintes SLBMs:
- R-29R "Vysota", nome na O.T.A.N.: SS-N-18 "Stingray"; o RSM-54 R-29RMU "Sineva", nome na O.T.A.N.: SS-N-23 "Skiff"; e o R-29RMU2.1 "Layner". Estes estão em uso com os submarinos classe Delta.
- RSM-56 R-30 "Bulava", nome na O.T.A.N.: SS-NX-32, para os submarinos classe Borei.

A aviação russa de longo alcance opera bombardeiros supersônicos Tupolev Tu-22M e Tupolev Tu-160 e o turboélice de longo alcance Tupolev Tu-95. Eles estão todos armados principalmente com mísseis estratégicos ou mísseis de cruzeiro, como o Kh-15 e o Kh-55/Kh-102. Esses bombardeiros e aeronaves de ataque com capacidade nuclear, como a Sukhoi Su-24, são apoiados por aeronaves de reabastecimento aéreo Ilyushin Il-78.
A U.R.S.S. foi obrigada a destruir seu estoque de IRBMs de acordo com o tratado de forças nucleares de alcance intermediário.

#### Tríade nuclear soviética durante a Guerra fria
A União soviética desenvolveu suas primeiras bombas nucleares apenas alguns anos depois dos Estados unidos. A U.R.S.S. entrou na era nuclear em 1949 com sua imitação do projeto de implosão de plutônio americano Homem gordo. Embora a União soviética estivesse atrás dos E.U.A. nos anos que se seguiram à Segunda guerra mindial em termos de desenvolvimento nuclear, eles logo fecharam a lacuna. Em 1953, os E.U.A. testaram com sucesso a primeira bomba de hidrogênio do mundo, a Ivy Mike, com um rendimento de cerca de 10 megatoneladas de TNT (MT). Foi apenas dois anos depois, em 12 de agosto de 1955, que a União soviética testou com sucesso sua própria bomba de hidrogênio, a RDS-6 (conhecida como Joe-4 na América). Além disso, o desenvolvimento de bombardeiros furtivos e caças pela U.R.S.S. foi fortemente modelado nos equivalentes americanos, o B-52 e o B-47.

##### ICBMs
O desenvolvimento do ICBM (míssil balístico intercontinental) foi liderado pela União soviética. O primeiro míssil balístico de médio alcance, o R-5M, foi criado pela União soviética e aceito para fins militares em 21 de julho de 1956. Este míssil tinha um alcance de 700 milhas com um rendimento de 1 megatonelada de TNT (MT). Desde sua aceitação em 1956 até 1968 havia 48 lançadores com mísseis balísticos R-5M equipados com ogivas nucleares implantadas pela União soviética.
Após a criação dos ICBMs e melhorias na distância e na precisão serem alcançadas, a modernização do arsenal nuclear soviético foi empreendida. Os primeiros MRVs (veículos de reentrada múltipla) de "estilhaços"  foram testados com sucesso em 1970 com o ICBM R-36 (ou SS-9), e sua implantação ocorreu no ano seguinte. Isso significava que um único míssil agora conteria várias ogivas nucleares. O desenvolvimento posterior usando o ICBM tipo pesado R-36 criou o R-36M (SS-18). Os MRVs evoluíram para MIRVs, que não funcionavam como dispositivos de dispersão, mas permitiam alvos independentes para as múltiplas ogivas nucleares. O MIRV e os ICBMs R-36 de ogiva única foram implantados pela União soviética em 1975. A próxima geração dos ICBMs soviéticos foi o R-36M UTTH, que aumentou a precisão da ogiva e permitiu inovações que permitiram que os mísseis transportassem até 8 ogivas. A melhoria final gerou o R-36M2 Voevoda, que permitiu ataques ainda mais precisos e aumentou o número de ogivas para 10. Alguns ICBMs "leves" desenvolvidos pela União soviética incluíam o UR-100N (SS-19) e o MR-UR -100 (SS-17), com pesos de lançamento mais baixos e menos capacidades de ogivas. Os MRVs, diferentemente dos MIRVs que permitiam alvos independentes, tinham uma desvantagem conhecida como "efeito fratricídio", que se refere à incapacidade de distanciar várias ogivas umas das outras, permitindo a chance de a explosão inicial destruir as outras ogivas.
Em 1975, havia cerca de 1600 lançadores de ICBMs implantados pela União soviética. Não só esse número excedeu as estimativas americanas, mas a adição de MRVs e MIRVs amplificou ainda mais as capacidades destrutivas dos ICBMs soviéticos. Esses lançadores também utilizaram os aumentos de precisão e alcance dos ICBMs SS-17, SS-18, SS-19 dos tipos baseados em silos. Um advento final para o desenvolvimento de ICBMs da União soviética foi o SS-20 do tipo de lançador móvel.
Os MIRVs não foram mencionados no tratado das SALT I (palestras sobre limitação de armas estratégicas) entre os E.U.A. e a U.R.S.S. em 1972 e, consequentemente, foram insignificantemente limitados no tratado das SALT II de 1979. Como resultado, o aumento de lançadores de ICBMs e ogivas nucleares continuou por ambos países. Pensa-se que a União soviética obteve uma vantagem em relação aos ICBMs no final da década de 1970.

##### SLBMs

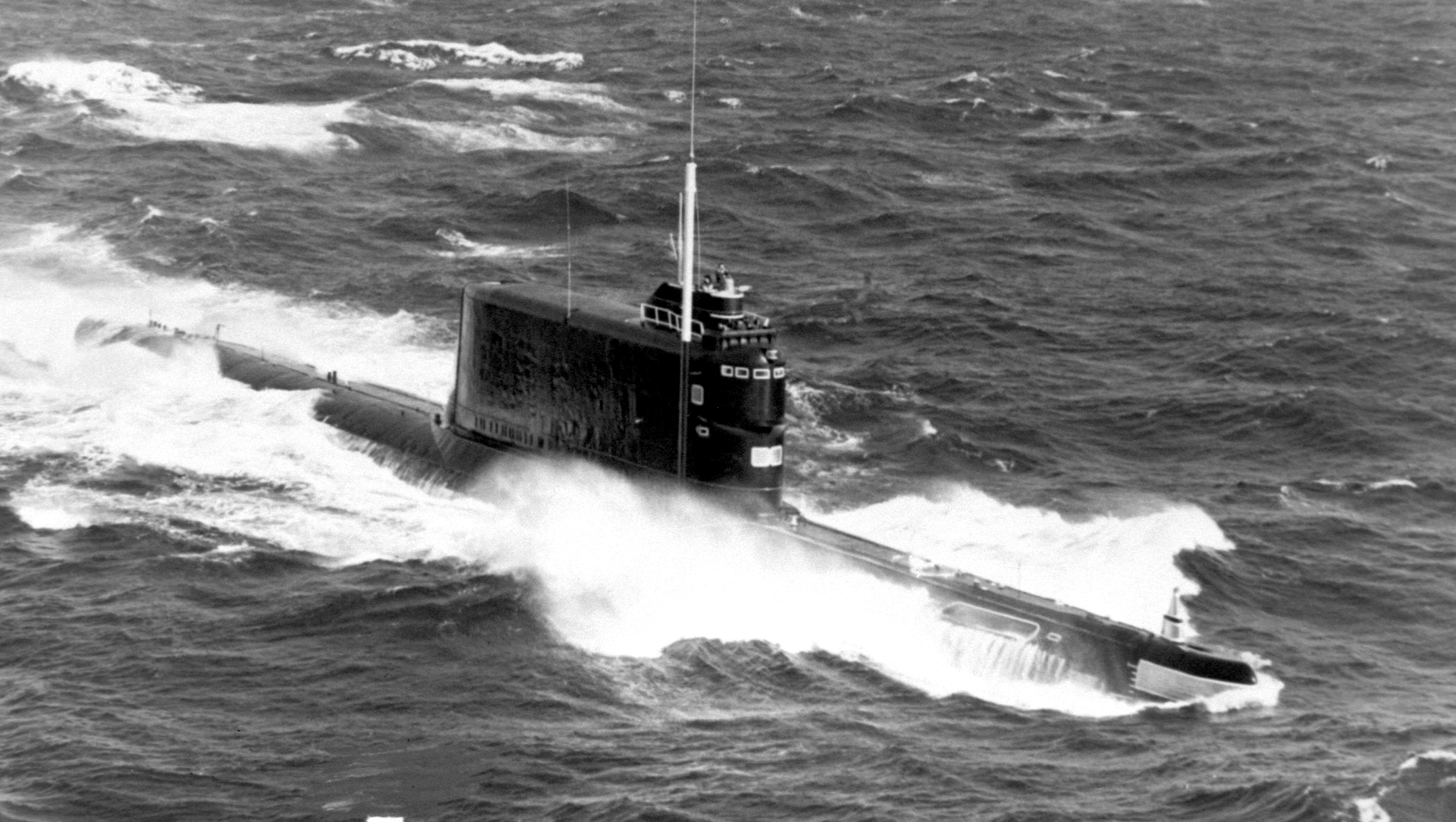
Os submarinos do Projeto 629 estavam entre os primeiros a serem capazes de lançar mísseis balísticos

A União soviética também liderou o desenvolvimento da terceira parte da tríade nuclear, SLBMs. Eles lançaram o primeiro SLBM, com um míssil balístico R-11FM em 1956 e ,em 1957, introduziram submarinos com dois R-11FM. No entanto, esses primeiros submarinos tinhan que ir à superfície para lançar seus mísseis. É neste aspecto que os E.U.A. se tornaram líderes quando implantaram (em 1959) o primeiro SSBN, o USS George Washington (SSBN-598), com mísseis Polaris A-1 capazes de serem lançados de debaixo d'água. No entanto, o primeiro lançamento subaquático bem-sucedido de um míssil balístico foi em julho de 1960. Foi somente em 1963 que a União soviética conseguiu se igualar aos E.U.A. nesse aspecto, com um míssil R-21. Havia também uma lacuna considerável, para os soviéticos, entre o emprego de MRVs e MIRVs em SLBMs, que os E.U.A. haviam alcançado já em 1964. Em 1974, a U.R.S.S. implantou o SS-N-6, o primeiro SSBN soviético com MRV de estilhaços de ogivas nucleares. Três anos depois, a marinha soviética implantou seu primeiro SLBM com ogivas de MIRV, o míssil SS-N-18
Essas tecnologias compreendem a maioria dos avanços nucleares feitos pela União soviética entre as décadas de 1950 e 1970. À medida que a década de 1980 surgiu, a nova tecnologia de mísseis de cruzeiro alterou significativamente as estratégias de dissuasão nos E.U.A .e na União soviética. Nesse ponto, a tríade nuclear manteve sua importância em garantir uma capacidade de segundo ataque, embora essa importância tenha diminuído drasticamente desde o fim da Guerra fria.

## Ex-potência de tríade nuclear

### França
Durante a Guerra fria, a França obteve submarinos de mísseis balísticos, mísseis terrestres e bombardeiros com armas nucleares. A França foi o quarto país a manter uma tríade nuclear. Em fevereiro de 1960, a França realizou seu primeiro teste de armas nucleares com o codinome "Jerboa azul". Em 1955, o país iniciou o "Projeto celacanto", o programa de propulsão nuclear naval. Sua primeira tentativa de construir um submarino nuclear de mísseis balísticos, o Q.244, falhou e foi cancelada em 1959. O desenvolvimento do reator terrestre, PAT 1, permitiu o sucesso do Q.252. O desenvolvimento do Q.252 levou ao submarino "O formidável". Os franceses produziram o  balístico estratégico mar-solo, ou MSBS M1 , um "míssil balístico lançado por submarino". Entre 1971 e 1980, a França terminou sua primeira geração de submarinos de mísseis balísticos nucleares, que incluía todos os cinco submarinos "O formidável" e o submarino "O inflexível". Dos cinco submarinos da classe "O formidável", apenas um submarino continha um míssil M-2, o "Como um relâmpago" ("Incorporando a velocidade e a violência do relâmpago"). O míssil M-1 foi colocado no "O formidável" e no "O terrível"; dois navios continham mísseis M-2 e mísseis M-20. O "O inflexível" continha mísseis M4. Neste momento, a Força oceânica estratégica, a frota de submarinos do país, continha 87 por cento de todo o armamento nuclear do país. Entre 1986 e 2010, o país começou a trabalhar em sua segunda geração de submarinos de mísseis balísticos nucleares, que incluía o "O triunfante", o "O irresponsável", o "O vigilante" e o "O terrível". A classe de navios "O triunfante" continha o míssil de alcance intermediário M45. O submarino "O terrível" continha o míssil M51.

#### Capacidades modernas
Hoje, a segurança nacional da França é baseada na dissuasão. Desde a Guerra fria, a França reduziu seu programa de armas. O orçamento para as forças nucleares foi reduzido de 40% para 20%, pararam de trabalhar em mísseis balísticos lançados do solo, os locais de testes nucleares foram fechados e seu arsenal total de submarinos de mísseis balísticos foi reduzido de cinco para quatro.
Embora a França tenha reduzido drasticamente seu arsenal nuclear, atualmente mantém aproximadamente 300 armas nucleares. A França implanta quatro submarinos de mísseis balísticos movidos a energia nuclear da classe O triunfante (SSBN) na costa atlântica. Dos quatro, um é implantado o tempo todo e os outros três estão em espera o tempo todo. A França está em processo de atualização de seus SLBMs atuais para um modelo mais novo. A mais recente adição à frota submarina francesa veio em setembro de 2010 na forma de "O terrível", que está equipado com o modelo mais recente de SLBMs. A França planeja modernizar o restante de sua frota de submarinos até o ano de 2020.
No que diz respeito às capacidades aéreas, a França mantém quatro esquadrões de caça separados destinados a atuar como dissuasão contra ameaças estrangeiras. Existem 23 aeronaves Mirage 2000N e 20 aeronaves Rafale equipadas com mísseis de cruzeiro lançados pelo ar ASMP (ALCM). O porta-aviões Charles de Gaulle também mantém aproximadamente 24 aeronaves Rafale M. A aeronave Rafale M, bem como a aeronave Mirage 2000N K3, está equipada com um míssil de cruzeiro lançado do ar ASMP-A atualizado com um alcance de 500 quilômetros. Em fevereiro de 2015, François Hollande, o presidente da França na época, declarou que "a França possui 54 mísseis ASMP-A", confirmando seu número exato de mísseis.

## Suspeitado de ser uma potência de tríade nuclear

### Israel
Israel como um país e seus cidadãos não confirmam nem negam a posse de armas nucleares, como uma política nacional, mas a existência de uma força nuclear é muitas vezes insinuada descaradamente. Evidências de um programa avançado de armas, incluindo dispositivos miniaturizados e termonucleares, foram apresentadas, especialmente com a extensa evidência fotográfica fornecida pelo ex-montador de armas nucleares israelense Mordechai Vanunu em 1986. Desde os anos 1960, em Dimona, eles operam um reator nuclear e um planta subterrânea de separação de plutônio. A Agência de inteligência de defesa dos E.U.A. concluiu em 1999 que Israel havia produzido aproximadamente 80 ogivas e projetou que seu estoque aumentaria moderadamente até 2020. Atualmente, estima-se que tenham produzido material nuclear suficiente para 115 a 190 ogivas. Israel foi relatado pelo Departamento de defesa dos Estados Unidos, em um testemunho ao Congresso, de ter armas nucleares entregues por aeronaves já em meados da década de 1960, uma força baseada em mísseis demonstrada também desde meados da década de 1960, um IRBM em meados da década de 1980 , um ICBM no início dos anos 2000 e são suspeitos de ter capacidade de segundo ataque com a chegada do submarino da classe "Golfinho" e do míssil de cruzeiro lançado por submarino Popeye turbo.
Israel mantém um inventário de caças com capacidade nuclear, como o F-15E strike eagle de longo alcance, o F-16 e anteriormente o F-4 Phantom, o Dassault Mirage III, o A-4 Skyhawk e o Nesher. Israel tem um número considerável e crescente de aviões-tanque de longo alcance e capacidade de reabastecimento aéreo em seus caças-bombardeiros de longo alcance. Esta capacidade foi usada no ataque convencional de longo alcance de 1985 contra a Organização para a libertação da Palestina (OLP) na Tunísia.
Em um relatório do Sunday times de Londres em junho de 2000, um teste de míssil foi relatado. Esta é a única evidência pública de uma versão nuclear de um único míssil sendo testado na costa do Sri Lanka. De acordo com um relatório oficial que foi submetido ao Congresso dos Estados Unidos em 2004,[58] pode ser que o Jericó 3 com uma carga útil de 1.000 kg permita a Israel ter capacidade de ataque nuclear em todo o Oriente médio, África, Ásia, Europa e quase todas as partes da América do norte, bem como em grande parte da América do sul e do norte da Oceania. Israel também tem um alcance regional com sua força IRBM Jericó 2.
Enquanto a Guerra do Golfo pérsico estava começando em 1991, a Alemanha concordou em subsidiar a venda de dois submarinos movidos a diesel da classe Golfinho para Israel: havia um total de seis submarinos que foram encomendados e três foram entregues até agora pelos alemães. O Jane's defence weekly relata que os submarinos israelenses da classe Golfinho são amplamente considerados armados com armas nucleares, oferecendo a Israel uma capacidade de segundo ataque com um alcance demonstrado de pelo menos 1500 km em um teste de 2002.
Israel é conhecido por ter aeronaves com capacidade nuclear e mísseis terrestres, com a adição de submarinos com armas nucleares, isso significaria que eles agora têm uma tríade completa de sistemas de entrega nuclear terrestre, aérea e marítima; alguns dos quais seriam invulneráveis a um primeiro ataque de um inimigo pela primeira vez na história de seu país. Nenhuma outra nação no Oriente médio possui armas nucleares, embora o Irã, o Iraque, a Síria e a Líbia tenham iniciado programas de desenvolvimento que nunca foram concluídos.

## Outros sistemas de entrega nuclear

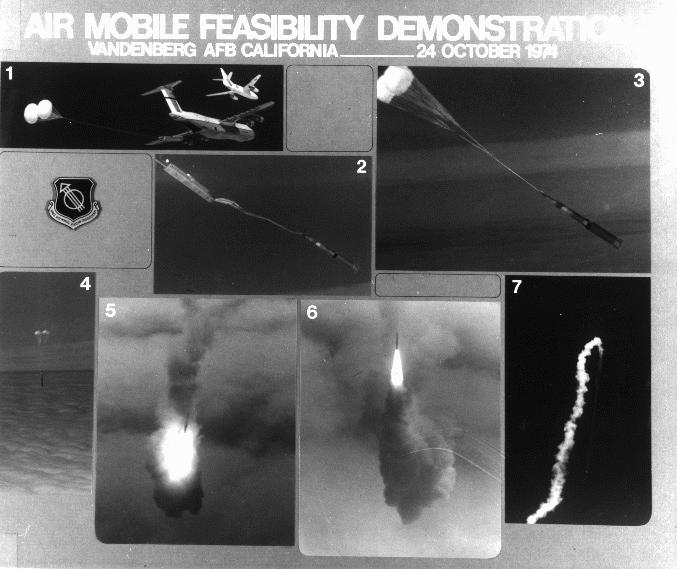
Demonstração de viabilidade do ICBM móvel aéreo — 24 de outubro de 1974

Os sistemas de entrega nuclear não estão limitados aos abrangidos pela tríade nuclear. Outros métodos de entrega podem incluir armas orbitais, torpedos nucleares e veículos hipersônicos. O Tratado do espaço sideral proíbe esses tipos de armas do espaço sideral. O tratado afirma que "a lua e outros corpos celestes devem ser usados apenas para fins pacíficos" Embora o tratado proíba o uso de armas nucleares no espaço, a tecnologia que está no espaço permite o uso militar potencial. Tanto o  sistema de posicionamento global (GPS) quanto a tecnologia de satélite podem ser usados para fins militares, que não são o uso pretendido para eles. O GPS pode ser usado para direcionamento de mísseis e bombas e a tecnologia de satélite pode ser usada para coletar informações sobre outros países. A possibilidade dessas tecnologias serem utilizadas incorretamente aumenta a probabilidade de uma guerra conduzida no espaço.
Um torpedo nuclear é essencialmente um torpedo com uma ogiva ligada a ele. De acordo com o Pentágono, a Rússia está atualmente trabalhando no torpedo nuclear submarino que é conhecido como Poseidon (Status-6). Esta ogiva termonuclear tem o potencial de atingir qualquer costa dos Estados unidos e contaminar radioativamente as regiões costeiras. O míssil inovador é uma preocupação para os Estados Unidos, porque há potencial para o míssil não ser parado pelas defesas de mísseis balísticos do país. Os relatórios iniciais do Status-6 não foram confirmados, mas agora foi confirmado que a arma é real e capaz.
Veículos planadores hipersônicos (HGVs) são capazes de conter ogivas nucleares e, portanto, podem ser usados em ataques contra ativos nucleares. Os HGVs foram desenvolvidos para serem leves, para viajar em velocidades mais rápidas e para viajar na atmosfera. A diferença entre os ICBMs e os HGVs é que os HGVs são projetados para serem alimentados pelo oxigênio da atmosfera, enquanto os ICBMs têm combustível a bordo; o combustível a bordo é pesado. Sua capacidade de atacar rapidamente a longa distância e se esconder de radares permite que essa tecnologia tenha potencial para ser usada como armas nucleares.

## Redefinição da tríade nuclear
William Perry, que serviu como o 19º secretário de defesa dos Estados Unidos, falou pela remoção dos mísseis terrestres da tríade nuclear. Perry acredita que os ICBMs estão se transformando mais em passivos do que ativos. Perry diz que economizaria "custo considerável" e evitaria uma guerra nuclear acidental. Perry havia experimentado um alarme falso para um míssil que mais tarde se revelou um erro de computador.[carece de fontes?] A experiência de Perry ocorreu há 40 anos, mas alarmes falsos semelhantes ocorreram desde então, como o alarme falso de míssil  no Havaí em 2018. Perry diz que um grande problema com ICBMs é que eles não podem ser recuperados uma vez lançados no caso de um alarme falso.[carece de fontes?]
O cientista político americano Matthew Kroenig se manifestou contra a remoção da perna de mísseis terrestres da tríade nuclear. Kroenig escreve que os ICBMs oferecem defesa contra um ataque nuclear preventivo. Se os E.U.A. tivessem centenas de ICBMs em todos os E.U.A., então este primeiro ataque seria uma "tarefa quase intransponível". Kroenig escreve que esses ICBMs poderiam salvar "milhões de vidas americanas". Um estudo estimou que se os E.U.A. mantivessem seus ICBMs, um ataque nuclear russo resultaria em 70 milhões de baixas americanas, enquanto que se os E.U.A. removessem seus ICBMs, esse número aumentaria para 125 milhões de baixas americanas. Kroenig também escreve que o risco de lançamento acidental é menor do que o benefício de manter os ICBMs. Além disso, Kroenig diz: "Se os ICBMs são realmente dispensáveis, então não há razão para arriscar uma guerra nuclear acidental apenas para evitar perdê-los".  O custo operacional anual dos ICBMs é de US$ 1,4 bilhão para os ICBMs, comparado a US$ 1,8 bilhão para bombardeiros e US$ 3,8 bilhões para SLBMs.
O Departamento de defesa dos E.U.A. defende a tríade atual, afirmando que "Sem os ICBMs, um ataque convencional apenas ao número limitado de bases de submarinos e bombardeiros poderia degradar significativamente o arsenal nuclear dos E.U.A. sem chegar ao nível de uso nuclear. Isso reduz significativamente o limite para um ataque contra a pátria dos E.U.A. Além disso, a diversidade da tríade permite a mitigação do risco se uma parte específica da tríade estiver degradada ou indisponível".